# División de Honor de la Liga Nacional de Béisbol 2013
La División de Honor de la Liga Nacional de Béisbol 2013 fue la edición número 70 de la División de Honor de la Liga Nacional de Béisbol, máxima categoría de la Liga Nacional de Béisbol.

## Clasificación
| Pos. | Equipo              | PJ | PG | PP | AVG | GB |
| ---- | ------------------- | -- | -- | -- | --- | -- |
| 1    | Tenerife Marlins PC | 32 | 26 | 6  | 813 | 0  |
| 2    | CB Barcelona        | 32 | 25 | 7  | 781 | 1  |
| 3    | CBS Sant Boi        | 32 | 22 | 10 | 688 | 4  |
| 4    | San Inazio Bilbao   | 32 | 17 | 15 | 531 | 9  |
| 5    | CB Viladecans       | 32 | 16 | 16 | 500 | 10 |
| 6    | Beisbol Navarra     | 32 | 15 | 17 | 469 | 11 |
| 7    | Astros              | 32 | 13 | 19 | 406 | 13 |
| 8    | CD Pamplona         | 32 | 7  | 25 | 219 | 19 |